# Universidad Autónoma de Tlaxcala
Die Universidad Autónoma de Tlaxcala (UAT bzw. UATx) ist eine öffentliche mexikanische Universität und die bedeutendste im Bundesstaat Tlaxcala. Sie wurde am 20. November 1976 während der Regierungszeit von Emilio Sánchez Piedras gegründet.

## Fakultäten
- Agrarbiologie
- Erziehungswissenschaften
- Gesundheitswissenschaften
- Basiswissenschaften Ingenieur- und Technologiewesen
- Philosophie und Geisteswissenschaften
- Rechts- und Politikwissenschaften
- Textil- und Industriedesign
- Sonderpädagogik
- Sozialarbeit, Soziologie und Psychologie
- Verhaltensbiologie
- Wirtschafts- und Verwaltungswissenschaften
- Zahnmedizin

## Forschungseinrichtungen
- Forschungszentrum für interdisziplinäre regionale Entwicklungsarbeit
- Tlaxcala-Zentrum für Verhaltensbiologie
- Forschungszentrum für Biologiewissenschaften
- Forschungszentrum für Genetik und Umwelt (Centro de Investigacion en Genetica y Ambiente - CIGyA)
- Forschungszentrum für Staatsrechtswesen (Centro de Investigaciónes Jurídico Políticas - CIJUREP)
- Forschungszentrum für animalische Fortpflanzung (Centro de Investigación en Reproducción Animal - CIRA)